# Ryōko Hirosue
Treść tego artykułu może nie być zgodna z zasadami neutralnego punktu widzenia.
Dokładniejsze informacje o tym, co należy poprawić, być może znajdują się w dyskusji tego artykułu.
 Po wyeliminowaniu niedoskonałości należy usunąć szablon {{Dopracować}} z tego artykułu.
Ryōko Hirosue (jap. 広末涼子 Hirosue Ryōko; ur. 18 lipca 1980 w Kōchi) – japońska aktorka i gwiazda j-pop.

## Życiorys
W wieku 14 lat została zauważona w castingu i otrzymała swoją pierwszą rolę w filmie reklamowym. W 1998 zagrała w pierwszym spocie dla banku Sakura, który reprezentowała przez kilka sezonów. Następnie wzięła udział w kampanii reklamowej piwa Kirin. W sumie Ryōko nakręciła ponad dwadzieścia spotów reklamowych. Równolegle rozwijała swoją karierę aktorską, grając w różnych serialach, jak sitcom „Le Coeur’s” czy „Dekichatta Kekkon”, który opowiadał o młodej, ciężarnej, lecz jeszcze niezamężnej kobiecie.
Ryōko ma już na swoim koncie udział w ponad trzydziestu serialach i programach telewizyjnych.
W 1996 została wydana pierwsza książka o niej pt. „Ryoko Hirosue R&H”. Po niej było wiele następnych, a także serie kartek pocztowych i albumy ze zdjęciami. Wokół niej zaczął się rozwijać prawdziwy „fan business”. Pozycje wydane w 2000 to m.in. album zawierający zdjęcia z lat 1996–2000 oraz książka poświęcona jej dwudziestym urodzinom. Ryōko Hirosue zebrała szereg nagród i wyróżnień, a wśród nich: nagrodę dla najlepszego młodego talentu na festiwalach filmowych w Jokohamie i Osace, Wielką Nagrodę Suponichi na Festiwalu Mainichi, Złotą Strzałę i nagrodę dla najlepszej nowej aktorki od Akademii Japońskiej. Otrzymała także Nagrodę Festiwalu Filmów Japońskich oraz Festiwalu Fumiko Yamaji.
W 2000 otrzymała nagrodę dla najlepszej aktorki za „Himitsu” („Sekret”) w reżyserii Yōjirō Takity na 33. Międzynarodowym Festiwalu Filmowym oraz nagrodę za najlepszą rolę drugoplanową na 23. Festiwalu Akademii Japońskiej za „Poppoya” w reżyserii Yasuo Furuhaty. To właśnie dzięki tym dwóm filmom Luc Besson zainteresował się Ryōko podczas swojego pobytu w Japonii.
Ryōko gra także w teatrze, w sztuce „La Promesse du Cosmos”.
Jest piosenkarką. Jak dotąd nagrała trzy albumy i siedem singli. W 1997 wydała trzy single i album „Arigato”. W 1998 – dwa kolejne single, mini-album oraz swój pierwszy klip wideo „Ryoko Hirosue Winter Gift 98". Ostatni utwór z jej szóstego maxi-singla został wykorzystany przez bank Sakura w kampanii reklamowej. Dwa kolejne albumy to „Private” i „Best Album”. Swoje pierwsze koncerty dała w 1999 w Osace i Tokio.
Obecnie mieszka w Tokio, w dzielnicy Shibuya.

## Ukończone szkoły
- Johoku Junior High School
- Shinagawa Joshi Gakuin Senior High School
- Waseda University (Department of Japanese Language and Literature)

## Filmografia
- 2010: Ryōmaden jako Kao Hirai (TV Drama)
- 2007: Galileo jako Yayoi Kanzaki (TV Drama)
- 2005: Slow Dance jako Mino Koike
- 2004: Hana to Alice jako Redaktorka
- 2003: Collage of Our Life
- 2003: Moto Kare jako Saeki Makoto
- 2002: Ai nante iranee yo, natsu jako Ako Takazono
- 2002: Jam Films
- 2001: Wasabi: Hubert zawodowiec jako Yumi Yoshimido
- 2001: Dekichatta kekkon jako Chiyo Kotani
- 2000: Zawa-zawa Shimokita-sawa jako Flea Market Girl
- 2000: Summer Snow jako Yuki Katase
- 2000: Oyajii jako Suzu
- 1999: Lipstick jako Hayakawa Ai
- 1999: Poppoya jako Yukiko Sato
- 1999: Himitsu jako Monami Sugita/Naoko Sugita
- 1998: Seija no koushin jako Arisu Tsuchiya
- 1998: Seikimatsu no uta jako Sumire Ogawa
- 1997: Sôri to yobanai de
- 1997: Beach Boys Special jako Makoto Izumi
- 1997: Beach Boys jako Makoto Izumi
- 1997: Odoru daisosasen – Nenmatsu tokubetsu keikai Special
- 1997: Boku ga boku de aru tameni
- 1997: 20-seiki nosutarujia
- 1996: Smap x Smap jako ona sama
- 1996: Long Vacation jako Takako Saito
- 1996: Shouta no sushi jako Miharu Sekiguchi

### Nagrody
- 2000: Poppoya (nominacja) Nagroda Japońskiej Akademii Filmowej – najlepsza aktorka drugoplanowa
- 2000: Himitsu (nominacja) Nagroda Japońskiej Akademii Filmowej – najlepsza aktorka

## Dyskografia
1. Hirosue Ryoko Perfect Collection (27/2/2002)
2. RH Remix (29/8/2001)
3. Kajitsu (1/11/2000)
4. Super Idol Series (Fukada Kyoko vs Hirosue Ryoko, 1/6/2000)
5. Winter Gift 98 (1/9/1999)
6. Private (1/2/1999)
7. RH Singles &... (1/11/1999)
8. Wind Prism (1/7/1999)
9. Summer Sunset (1/7/1999)
10. RH Debut Tour 1999 (1/7/1999)
11. Tomorrow  (1/2/1999)
12. Arigato (1997)